# Liga 2 de Tailandia
La Liga 2 de Tailandia (en tailandés: ไทยลีก 2) es la liga de segundo nivel del sistema de ligas del fútbol en Tailandia.
Está patrocinada por Osotspa M-150 y, por lo tanto, se la conoce oficialmente como Thai League 2 M-150 Championship.

## Historia
Para la temporada 2008, la Asociación de Fútbol de Tailandia, redujo el número de equipos en la liga a 16 equipos. Anteriormente había habido dos grupos de 12 clubes. Para la temporada 2011 el número de equipos se incrementó a 18 equipos. La División 1 de Tailandia se juega de marzo a octubre, con los equipos jugando 34 partidos cada uno por un total de 306 partidos por temporada. 
En el 2017 la FAT cambió el nombre a Liga 2 de Tailandia. Y será patrocinada por Osotspa por lo que su nombre oficial será Thai League 2 M-150 Championship.

## Ascenso y descensos
Los tres equipos ubicados en la parte superior de la tabla son promovidos a la Liga de Tailandia.
Los cuatro equipos ubicados en la parte inferior de la tabla son relegados a la Liga 3 de Tailandia.

## Equipos participantes

### Temporada 2025–26
| Equipo               | Provincia           | Estadio                                   | Capacidad |
| -------------------- | ------------------- | ----------------------------------------- | --------- |
| Bangkok              | Bangkok             | 72nd Anniversary Stadium                  | 8,000     |
| Chainat Hornbill     | Chainat             | Estadio Khao Plong                        | 8,625     |
| Chanthaburi          | Chanthaburi         | Estadio Provincial                        | 5,000     |
| Chiangmai United     | Chiang Mai          | 700th Anniversary Stadium                 | 25,000    |
| Kasetsart            | Bangkok             | TOT Stadium Chaeng Watthana               | 5,000     |
| Khon Kaen United     | Khon Kaen           | Estadio Provincial                        | 7 000     |
| Lampang              | Lampang             | Lampang Provincial Stadium                | 5,500     |
| Mahasarakham         | Maha Sarakham       | Mahasarakham Province Stadium             | 3,500     |
| Nakhon Pathom United | Nakhon Pathom       | Estadio de la Escuela Deportiva Municipal | 6 000     |
| Nakhon Si United     | Nakhon Si Thammarat | Nakhon Si Thammarat PAO. Stadium          | 5,000     |
| Nongbua Pitchaya     | Nongbua Lamphu      | Estadio Pitchaya                          | 6 000     |
| Phrae United         | Phrae               | Huai Ma Stadium                           | 3,000     |
| Police Tero          | Bangkok             | Estadio Boonyachinda                      | 3,550     |
| Sisaket United       | Sisaket             | Sri Nakhon Lamduan Stadium                | 9,500     |
| Songkhla             | Songkhla            | Tinsulanon                                | 30,000    |
| Trat                 | Trat                | Estadio Provincial                        | 5,000     |

## Premios
- Campeón     : 5.000.000 Baht
- Subcampeón  : 3.000.000 Baht
- 3.er lugar   : 1.000.000 Baht

## Historia de campeonatos
| #  | Temporada | Ganador                   | Subcampeón                  | Tercer lugar                     |
| -- | --------- | ------------------------- | --------------------------- | -------------------------------- |
| 1  | 1997-98   | Krung Thai Bank           | Osotsapa                    |                                  |
| 2  | 1998-99   | Bangkok Bank Of Commerce  | Assumption School Sri Racha |                                  |
| 3  | 1999-2000 | Royal Thai Police         | Royal Thai Navy             |                                  |
| 4  | 2000-01   | Tobacco Monopoly          | Bangkok Christian College   |                                  |
| 5  | 2001-02   | Bangkok Christian College |                             |                                  |
| 6  | 2002-03   | Bangkok University        | Royal Thai Navy             | Provincial Electricity Authority |
| 7  | 2003-04   | TOT                       | PEA                         |                                  |
| 8  | 2004-05   | Royal Thai Army           | Thai Honda                  |                                  |
| 9  | 2005-06   | Royal Thai Police         | Royal Thai Navy             |                                  |
| 10 | 2007      | Customs Department        | Chula-Sinthana              | Coke-Bangpra                     |
| 11 | 2008      | Muang Thong United        | Sriracha                    | Royal Thai Navy                  |
| 12 | 2009      | Police United             | Royal Thai Army             | Sisaket                          |
| 13 | 2010      | Sriracha                  | Khonkaen                    | Chiangrai United                 |
| 14 | 2011      | Buriram                   | Chainat                     | BBCU                             |
| 15 | 2012      | Ratchaburi                | Suphanburi                  | Bangkok United                   |
| 16 | 2013      | Air Force AVIA            | Singhtarua                  | PTT Rayong                       |
| 17 | 2014      | Nakhon Ratchasima         | Saraburi                    | Siam Navy                        |
| 18 | 2015      | Police United FC          | Pattaya United              | Sukhothai FC                     |
| 19 | 2016      | Thai Honda FC             | Ubon UMT United FC          | Port FC                          |
| 20 | 2017      | Chainat Hornbill          | Air Force United            | PT Prachuap                      |
| 21 | 2018      | PTT Rayong                | Trat                        | Chiangmai                        |
| 22 | 2019      | BG Pathum United          | Police Tero                 | Rayong                           |
| #  | Temporada | Ganador                   | Subcampeón                  | Tercer Ascenso                   |
| 23 | 2020–21   | Nongbua Pitchaya          | Chiangmai United            | Khon Kaen United FC              |
| 24 | 2021–22   | Lamphun Warriors          | Sukhothai                   | Lampang                          |
| 25 | 2022–23   | Nakhon Pathom United      | Trat                        | Uthai Thani                      |
| 26 | 2023–24   | Nakhon Ratchasima         | Nongbua Pitchaya            | Rayong                           |
| 27 | 2024–25   | Chonburi FC               | Ayutthaya United            | Kanchanaburi Power               |

### Historial por equipo
| Club                      | Campeonatos                              |
| ------------------------- | ---------------------------------------- |
| Police United             | 4 (1999-2000), (2005–06), (2009), (2015) |
| Nakhon Ratchasima         | 2 (2014), (2023–24)                      |
| Krung Thai Bank           | 1 (1997–98)                              |
| Bangkok Bank of Commerce  | 1 (1998–99)                              |
| TTM                       | 1 (2000–01)                              |
| Bangkok Christian College | 1 (2001–02)                              |
| Bangkok University        | 1 (2002–03)                              |
| TOT                       | 1 (2003–04)                              |
| Royal Thai Army           | 1 (2004–05)                              |
| Customs Department        | 1 (2007)                                 |
| Muang Thong United        | 1 (2008)                                 |
| Sriracha                  | 1 (2010)                                 |
| Buriram                   | 1 (2011)                                 |
| Ratchaburi                | 1 (2012)                                 |
| Air Force AVIA            | 1 (2013)                                 |
| Thai Honda FC             | 1 (2016)                                 |
| Chainat Hornbill          | 1 (2017)                                 |
| PTT Rayong                | 1 (2018)                                 |
| BG Pathum United          | 1 (2019)                                 |
| Nongbua Pitchaya          | 1 (2020–21)                              |
| Lamphun Warriors          | 1 (2021–22)                              |
| Nakhon Pathom United      | 1 (2022–23)                              |